# Loulou (surnom et prénom)
Pour les articles homonymes, voir Loulou.
Cette page présente le surnom Loulou ainsi que ses variantes.
Cette page présente le prénom Loulou ainsi que ses variantes.
Loulou est un surnom et un prénom mixte épicène.

## Étymologie
Loulou est un dérivé entre autres de Louis ou Louise.

## Personnalités
- Loulou Gasté (1908-1995), compositeur.
- Loulou de La Falaise (1947-2011), mannequin et créatrice de bijoux pour Yves Saint Laurent.